# Гуго IV де Лузиньян
Гуго IV де Лузиньян (фр. Hugues IV de Lusignan, ум. ок. 1025/1032), прозванный Коричневый (фр. le Brun) — сеньор де Лузиньян с ок. 1012 года, сеньор де Куэ, сын Гуго III Белого, сеньора де Лузиньяна, и Арсенды де Вивон.

## Биография
Постоянно воевал со своими соседями — виконтами де Туар, Эмери I де Ранконом и Бернаром I, графом де Ла Марш. Женившись на дочери Рауля I де Туар Одеарде (Альдиарде, Адаларде), получил в качестве приданого замок Музёй, который прибавил к уже имевшимся у него: Лузиньяну, построенному его дедом Гуго II Добрым, и Куэ, полученному от герцога Аквитании. Впрочем, после смерти Рауля его преемник Жоффруа де Туар снова захватил Музёй.
Вел длительную войну с Эмери I де Ранконом, захватившим у графа де Ла Марш сеньорию Сивре. Объединившись с Гильомом V Аквитанским и Бернаром де Ла Марш, Гуго отбил это владение у Эмери и получил его в качестве фьефа, правда, вскоре опять его потерял. Пытался добиться у своего сеньора герцога Аквитанского инвеституры на виконтство Шательро, но Гильом V отделался от него неопределенными обещаниями. Рассорившись с герцогом, Гуго IV попытался захватить сеньорию Вивон, принадлежавшую в своё время его дяде Жослену де Лузиньяну, умершему в 1015 бездетным. Гильом V в ответ отобрал у Лузиньяна доходы с аббатства Сен-Мексан, которые некогда мать герцога Эмма пожаловала отцу Гуго.
В 1024/1025 обменял одну из своих деревень на участок земли возле замка Лузиньян, принадлежавший аббатству Сент-Илер-де-Пуатье, и начал на этом участке строительство приории Нотр-Дам де Лузиньян. Герцог Аквитанский получил у короля Роберта II две хартии для основанных Гуго монастырей в Лузиньяне и Куэ (Сен-Мартен-де-Куэ), а сам Гуго вместе с Изамбаром, епископом Пуатье, добился у папы Иоанна XIX иммунитета для основанных им обителей.
С герцогом Аквитанским Гуго примирился также в 1024/1025, подписав договор (Conventum inter Guillelmum ducem Aquitaniae et Hugonem Chiliarchum), замечательный образец феодального права, прописывающий взаимные обязанности сеньора и вассала. Как полагают исследователи, составителей этого документа консультировал св. Фульберт Шартрский.

## Брак и дети
Жена: Одегарда. Точное её происхождение неизвестно, но вероятно она состояла в родстве с семейством Шабаннов, по другой была дочерью Рауля I де Туар. Дети:
- Гуго V Благочестивый (ум. 8 октября 1060), сеньор де Лузиньян с 1025/1032
- Роргон (ум. после 1043/1048), монах в монастыре Сен-Сиприан в Пуатье
- (?) Рено (ум. после 1029)